# فیلتر کربنی

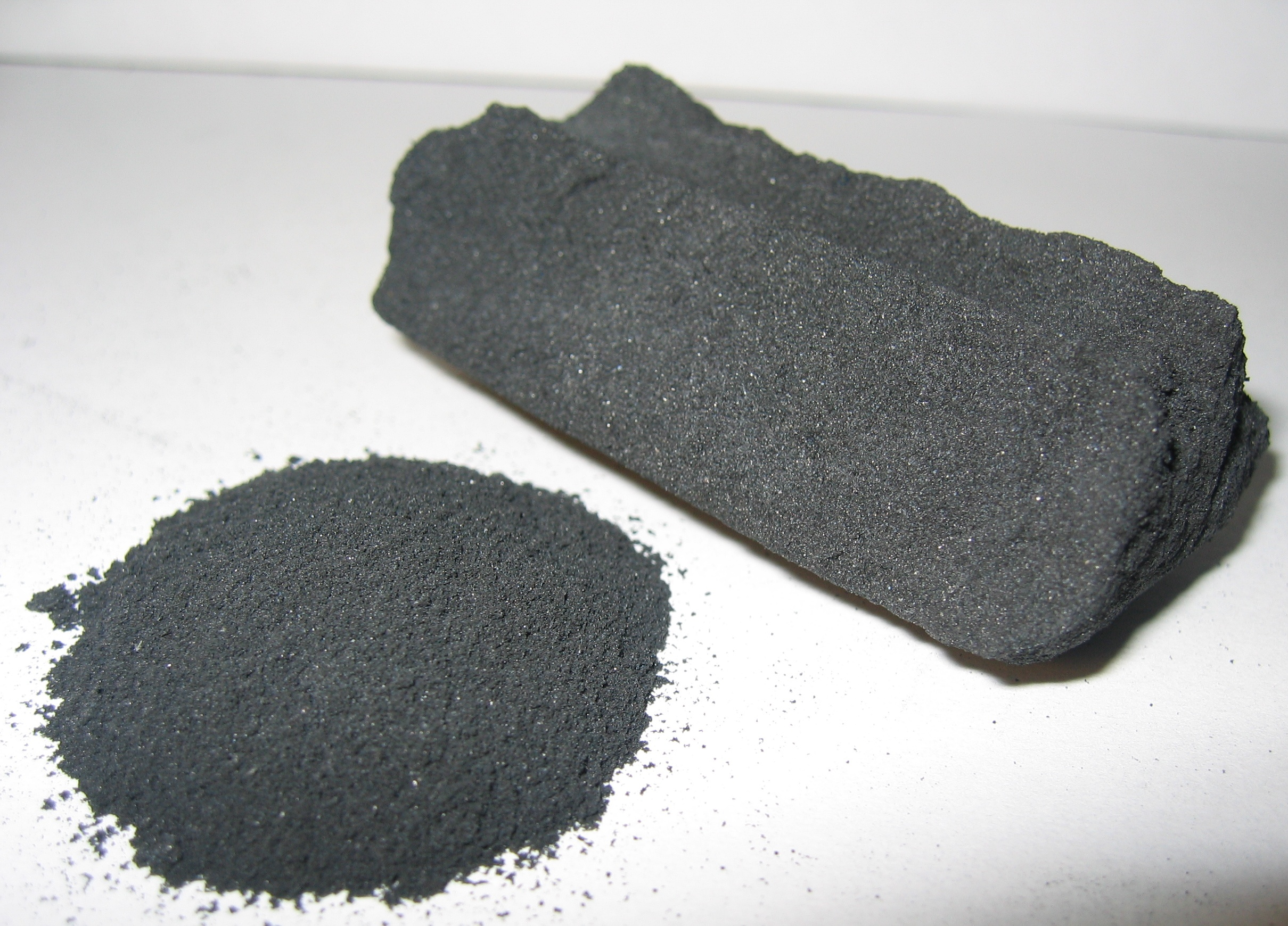
تصویر قطعات کربن فعال

فیلتر کربنی (به انگلیسی: Activated carbon Filter) که به فیلتر زغال فعال یا فیلتر کربن فعال نیز نامیده می‌شود.
کربن یا زغال فعال شده با نام‌هایی مانند کربن اکتیو شده- زغال فعال نیز شناخته می‌گردد.
به کربنی گفته می‌شود که توسط اکسیژن عمل آورده و فرآوری شده‌است به شکلی که سوراخ‌های ریز بی شماری (میلیون‌ها) در میان اتم‌های آن به وجود آمده‌است. (مدل کوچکتری از سنگ پا)
کربن عمل آورده فوق به قراری فعال می‌گردد که با مقدار جزئی از آن می‌توان سطح بسیار وسیعی را برای ساخت فیلتر آماده ساخت. به‌طور نمونه یک گرم کربن اکتیو برای آماده‌سازی پانصدمتر مربع فیلتر هوا (یک چهارم زمین فوتبال آمریکایی) به منظور جذب فیزیکی یا صورت گرفتن واکنش جذب شیمیایی برای فیلتر کردن گازهای آلاینده کافی می‌باشد. فیلتر آماده شده توان جذب مقدار قابل اندازه‌گیری از گاز نیتروژن را داراست. جذب نیتروژن با تغییر فیزیکی و پس از تبدیل آن به مایع صورت می‌گیرد.
فیلترهای کربن اکتیو توانایی جذب بازمانده‌های واکنش‌های شیمیایی و بسیاری دیگر از گازهای آلاینده محیط نظیر No2. No. Co2,Co و همچنین ترکیبات آلی فرار (VOCها، بنزن، رادون، فرمالدئیدو غیره را دارند) سرب وSo۲ (اکسید گوگرد) نیز توسط کربن اکتیو از هوا حذف می‌گردند.

## کاربردها
کاربرد اصلی فیلترهای کربنی تصفیه هوا و آب است.

### تصفیه هوا
فیلتر کربنی برخلاف دیگر فیلترهای هوا فقط گازها و بخارات موجود در هوا را جداسازی می‌کند. در این فیلترها قطعات کربن فعال درون قاب‌هایی که ساختار اصلی فیلتر را تشکیل می‌دهند قرار می‌گیرند و این قطعات مولکول‌های گاز و بخارات موجود در هوا را جذب می‌کنند. فیلترهای کربنی توانایی جذب بخارات موجود در هوا را تا میزان چند پی‌پی‌ام(ppm) دارا می‌باشند. کاربرد اصلی فیلترهای کربنی در سیستم‌های تهویه مطبوع، جداسازی دود سیگار و بوهای ناخوشایند از هوای داخل ساختمان‌ها می‌باشد. برای بازدهی هرچه بیشتر این فیلترها و به منظور جلوگیری از رسوب ذرات گردوغبار موجود درهوا بر روی فیلترهای کربنی باید در مسیر هوای ورودی به فیلتر از یک پیش فیلتر استفاده نمود.

فیلترهای کربن اکتیو با وزن تقریبی 100 گرم در بیشتر دستگاه های نامرغوب موجود در بازار در زمانی کمتر از 3 ماه توانایی جذب بو را از دست می دهند.

### تصفیه آب
فیلترهای کربنی برای زدودن رنگ، بو و طعم نامطبوع آب در مراحل تصفیه آب مورد استفاده قرار می‌گیرند.

## چگونگی عملکرد فیلتر
روش جذب سطحی گازها پس از انقباض و تغییر فیزیکی شان به شکل مایع صورت می‌گیرد. این فیلترها دارای درجه‌بندی‌هایی بوده و درگریدهای (طبقه‌بندی براساس میزان جذب) متفاوتی مورد استفاده قرار می‌گیرند.
فیلترها پس از طی دوره زمانی مشخصی باید تعویض شوند.

## مواد تشکیل دهنده فیلتر کربنی و تولید آن
عنصر شیمیایی کربن را همگی با علامت C می‌شناسیم. منابع کربنی زیادی برای ساخت کربن اکتیو وجود دارند که به‌طور نمونه به چند مورد آن اشاره می‌کنیم: زغال‌سنگ (یا تورب) پوست سخت چوبی نارگیل، بادام و فندق و… زغال‌سنگ چوب (قهوه ای رنگ) و قطران، قیر بدست آمده از محصولات نفتی.
تولید کربن اکتیو با یکی از دو روش زیر میسر می‌باشد:
۱ ) واکنش فیزیکی: با استفاده از گازها، ماده خام برای ساخت کربن اکتیو، تبدیل به آن می‌شود. پروسه تبدیل معمولاً در یک مرحله و گاهی از ترکیب دو مرحله با هم صورت می‌گیرد.
الف) کربنیزه کردن در یک مرحله به وسیلهٔ آرگون با نیتروژن
ب) اکتیو و اکسید کردن در دو مرحله دوم
۲) فعال کردن با روش شیمیایی.
همچنین از کربن فعال یا اکتیو می‌توان در فیلتر کردن آب هم استفاده کرد